# Slušovice
Slušovice (en allemand : Sluschowitz) est une ville du district et de la région de Zlín, en Tchéquie. Sa population s'élevait à 2 945 habitants en 2025.

## Géographie
Slušovice est arrosée par la Dřevnice et se trouve à 11 km à l'est-nord-est de Zlín, à 88 km à l'est de Brno et à 260 km au sud-est de Prague.
La commune est limitée par Březová, Hrobice et Trnava au nord, par Neubuz et Vizovice à l'est, par Zádveřice-Raková au sud et par Veselá à l'ouest.

## Histoire
La première mention écrite de la localité date de 1261.

## Galerie

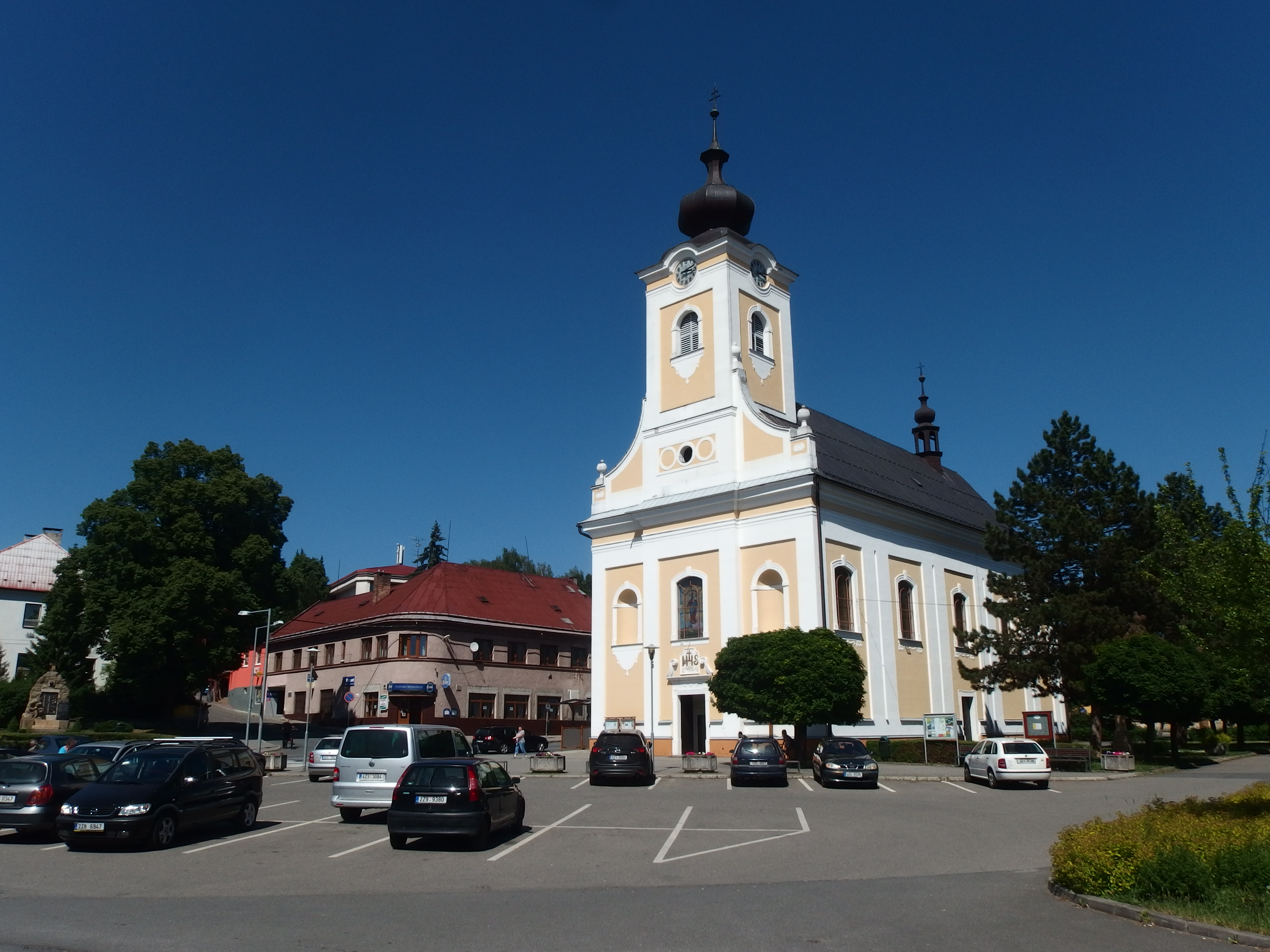
Église de la Nativité de Saint-Jean-Baptiste.
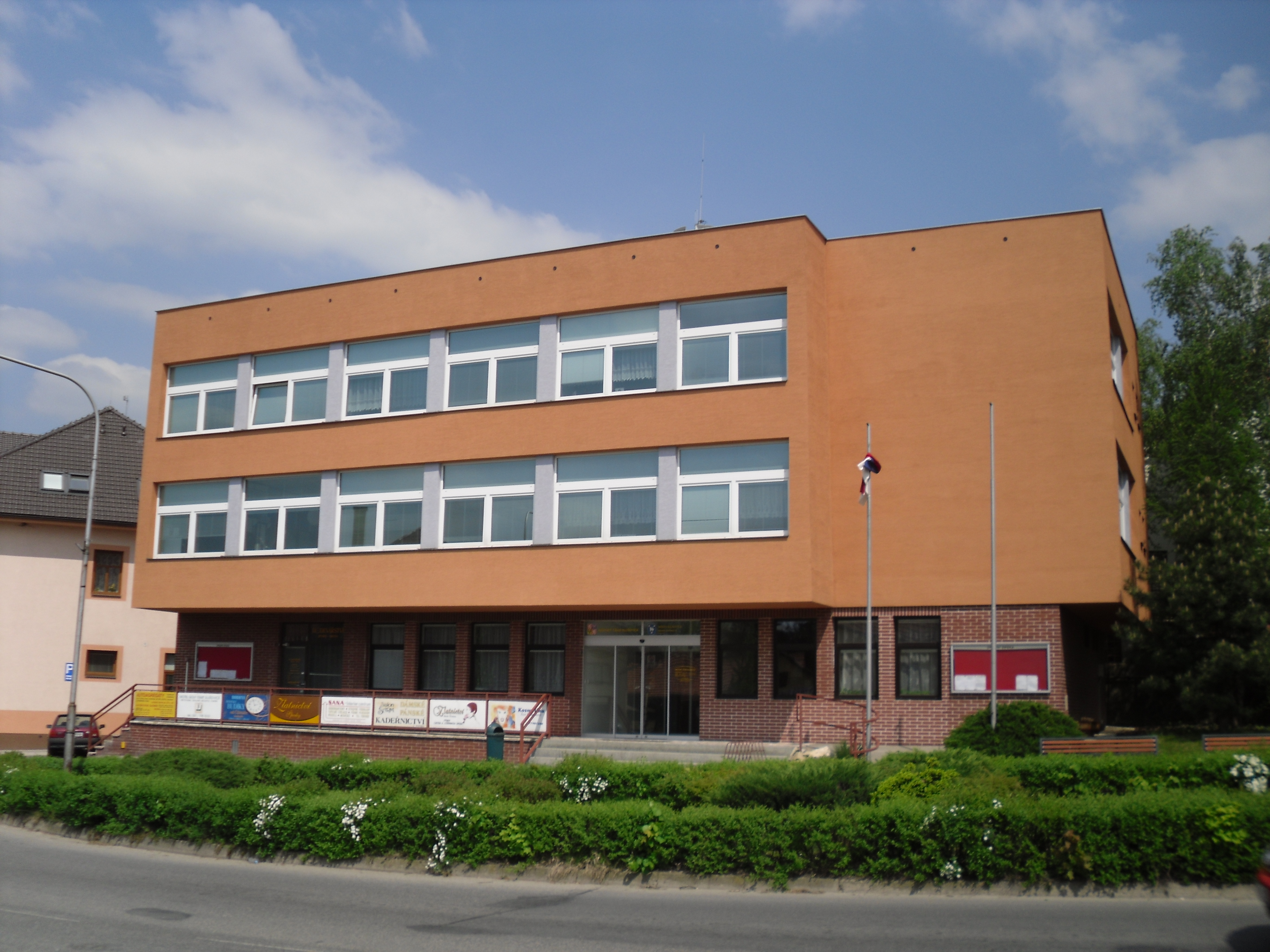
L'hôtel de ville.

## Transports
Par la route, Slušovice se trouve à 13 km de Zlín, à 102 km de Brno et à 308 km de Prague.